# 科斯圖瓦捷
48°3′55″N 31°42′46″E / 48.06528°N 31.71278°E
科斯圖瓦捷（烏克蘭語：Костувате），是烏克蘭南部的村莊，隸屬尼古拉耶夫州的沃茲涅先斯克區。該村始建於1733年，面積1.09平方公里，海拔高度174米，2001年人口456，人口密度每平方公里418.3人。